# العلاقات التشادية الكمبودية
العلاقات التشادية الكمبودية هي العلاقات الثنائية التي تجمع بين تشاد وكمبوديا.

## مقارنة بين البلدين
هذه مقارنة عامة ومرجعية للدولتين:
| وجه المقارنة                                              | تشاد                      | كمبوديا                   |
| --------------------------------------------------------- | ------------------------- | ------------------------- |
| المساحة (كم2)                                             | 1.28 مليون                | 181.03 ألف                |
| عدد السكان (نسمة)                                         | 15.23 مليون               | 16.01 مليون               |
| الكثافة السكانية (ن./كم²)                                 | 11.9                      | 88.44                     |
| العاصمة                                                   | انجمينا                   | بنوم بنه                  |
| اللغة الرسمية                                             | لغة فرنسية، اللغة العربية | اللغة الخميرية            |
| العملة                                                    | فرنك وسط أفريقي           | ريال كمبودي، دولار أمريكي |
| الناتج المحلي الإجمالي (بليون دولار)                      | 9.98 مليار                | 22.16 مليار               |
| الناتج المحلي الإجمالي (تعادل القوة الشرائية) بليون دولار | 30.54 مليار               | 54.37 مليار               |
| الناتج المحلي الإجمالي الاسمي للفرد دولار أمريكي          | 775                       | 1.16 ألف                  |
| الناتج المحلي الإجمالي للفرد دولار أمريكي                 | 2.18 ألف                  | 3.26 ألف                  |
| مؤشر التنمية البشرية                                      | 0.392                     | 0.555                     |
| رمز المكالمات الدولي                                      | +235                      | +855                      |
| رمز الإنترنت                                              | .td                       | .kh                       |
| المنطقة الزمنية                                           | ت ع م+01:00               | ت ع م+07:00               |

## منظمات دولية مشتركة
يشترك البلدان في عضوية مجموعة من المنظمات الدولية، منها:
| علم المنظمة | اسم المنظمة                               | تاريخ انضمام تشاد | تاريخ انضمام كمبوديا |
| ----------- | ----------------------------------------- | ----------------- | -------------------- |
|             | وكالة ضمان الاستثمار متعدد الأطراف        | 11 يونيو 2002     | 1 ديسمبر 1999        |
|             | منظمة الشرطة الجنائية الدولية             | ?                 | ?                    |
|             | منظمة حظر الأسلحة الكيميائية              | ?                 | ?                    |
|             | منظمة التجارة العالمية                    | ?                 | ?                    |
|             | الأمم المتحدة                             | 20 سبتمبر 1960    | 14 ديسمبر 1955       |
|             | مؤسسة التمويل الدولية                     | 2 أبريل 1998      | 26 مارس 1997         |
|             | يونسكو                                    | 19 ديسمبر 1960    | 3 يوليو 1951         |
|             | مؤسسة التنمية الدولية                     | 7 نوفمبر 1963     | 22 يوليو 1970        |
|             | البنك الدولي للإنشاء والتعمير             | 10 يوليو 1963     | 22 يوليو 1970        |
|             | المركز الدولي لتسوية المنازعات الاستشارية | 14 أكتوبر 1966    | 19 يناير 2005        |
|             | الاتحاد البريدي العالمي                   | ?                 | ?                    |
|             | الاتحاد الدولي للاتصالات                  | 25 نوفمبر 1960    | 10 أبريل 1952        |

## وصلات خارجية
- موقع وزارة الخارجية الكمبودية